# Klaus Thiele
Klaus Thiele (ur. 21 stycznia 1958 w Poczdamie) – niemiecki lekkoatleta (sprinter) startujący w barwach NRD, wicemistrz olimpijski z 1980.
Zdobył srebrny medal w sztafecie 4 × 100 metrów na mistrzostwach Europy juniorów w 1977 w Doniecku (sztafeta NRD biegła w składzie: Erhard Gernand, Thiele, Thomas Malke i Bernhard Hoff.
Odpadł w półfinale biegu na 200 metrów na mistrzostwach Europy w 1978 w Pradze.
Zdobył srebrny medal w sztafecie 4 × 400 metrów na igrzyskach olimpijskich w 1980 w Moskwie. Sztafeta NRD biegła w składzie: Thiele, Andreas Knebel, Frank Schaffer i Volker Beck.
Thiele był brązowym medalistą mistrzostw NRD w biegu na 400 metrów w 1983, a także brązowym medalistą w sztafecie 4 × 100 metrów w 1978.
Dwukrotnie poprawiał rekord NRD w sztafecie 4 × 400 metrów do wyniku 3:01,36 osiągniętego 1 sierpnia 1980 w Moskwie.
Rekordy życiowe Thielego:
| Konkurencja        | Data i miejsce         | Wynik |
| ------------------ | ---------------------- | ----- |
| bieg na 200 metrów | 4 czerwca 1978, Sofia  | 20,60 |
| bieg na 400 metrów | 13 lipca 1980, Poczdam | 45,34 |